# 統計局
座標: 北緯35度42分04秒 東経139度42分55秒 / 北緯35.7009733度 東経139.71536468度
統計局（とうけいきょく、英語: Statistics Bureau）は、総務省の内部部局の一つである。日本国政府の中枢的な統計機関として、国勢調査を始めとする国の基本的な統計の作成を担当している。総務省第2庁舎（東京都新宿区若松町19-1）内にある。
なお、敷地内には国立国会図書館の支部図書館である「統計図書館」や一般向けの展示施設「統計博物館」がある。

## 職務
総務省統計局の担う職務は、以下のとおり。
- 国勢調査その他国勢の基本に関する統計調査の実施及び製表並びに国の行政機関又は地方公共団体の委託による統計調査の実施又は製表に関する事務
- 二次的統計（各種の統計を加工することにより作成される統計をいう。）の作成に関する事務（他の行政機関の所掌に属するものを除く。）
- 統計の作成及び利用に必要な情報の収集及び提供に関する事務
- 統計局の情報システム及び政策統括官（統計制度担当）の所掌する事務に関する情報システムの整備及び管理に関する事務
- 総務省において実施する統計調査の調整に関する事務
- 国立国会図書館支部総務省統計図書館に関する事務

現在の統計局は、各省庁に分散する統計作成部局のひとつという位置付けであり、公的統計全体についての総合調整や、統計作成のための基準の設定といった機能を持たない。ただし、過去には、そうした職務を担っていた時期がある。それは、1984年（昭和59年）7月の総務庁新設に際して、それまで総理府にあった統計局と、行政管理庁にあった行政管理局統計主幹を統合して、総務庁統計局としたことによる。これによってできた統計局内の統計基準部では、学識者からなる統計審議会の助言を得ながら、統計体系全体の整備計画、各省庁等がおこなう統計調査の総合調整、統計基準の整備など、旧統計委員会（1946-1952年）に由来する事務を担当してきた。統計基準部は2001年の中央省庁再編によって総務省統計局ができたあとも存続したが、2005年（平成17年）になって廃止。その機能は政策統括官（統計制度担当）に移っている。
また、かつては、局内に製表課が存在し、他部局のものをふくめ、統計調査結果の集計・製表を請け負っていた。しかし製表課は1984年7月に統計センターとして独立。それ以降、統計の集計・製表は主として統計センターでおこなっている。なお、統計センターは2003年に独立行政法人となった。

### 所管主要統計
総務省統計局が所管する主要な統計および統計調査 には、以下のものがある。これらは、統計調査部内の各課が分担して作成している。（*印は二次的統計（加工統計）をあらわす。）
基幹統計：
- 国勢調査
- 人口推計*
- 住宅・土地統計調査
- 科学技術研究調査
- 小売物価統計調査
- 家計調査
- 全国家計構造調査
- 社会生活基本調査
- 個人企業経済調査
- サービス産業動態統計調査
- 労働力調査
- 就業構造基本調査
- 経済構造統計* (経済センサス、経済構造実態調査、事業所母集団データベース等) - 経済産業省と合同

基幹統計以外：
- 住民基本台帳人口移動報告
- 家計消費状況調査
- 全国単身世帯収支実態調査
- 消費動向指数*
- 消費者物価指数*
- 社会・人口統計体系*

### 過去の所管主要統計
総務省統計局あるいはその前身組織が所管していた統計で、その後、他機関に移管されたり、他の統計と統合されたり、廃止／改称されたりしたものは、以下のとおり。
- 人口動態統計（1899-1947年） →1947年（昭和22年）8月から厚生省（現厚生労働省）に移管[4](p201)
- 生命表（1902-1940年） →1950年（昭和25年）から厚生省（現厚生労働省）に移管
- 毎月勤労統計調査（1944-1948年） →1948年（昭和23年）9月から労働省（現厚生労働省）に移管[5]
- 年次勤労統計調査（1944-1946年）→事業所統計調査（1947-1991年）→事業所・企業統計調査（1996-2006年）→経済センサス（2009-）[6](p660) [7] [8]
- 住宅調査（1948年）→住宅統計調査（1953-1993年）→住宅・土地統計調査（1998-）[1] [9]
- 全国消費実態調査（1959-2014年）→全国家計構造調査（2019-）
- 全国物価統計調査（1992-2007年） →小売物価統計調査に統合（2013-）[10]
- サービス業基本統計（1999-2004年） →経済センサスに統合（2009-）[8]

### 統計作成以外の職務
統計作成以外に統計局がおこなっている職務には、つぎのものがある。(110-114条)
- 事業所母集団データベースの整備（事業所情報管理課が担当）
- 二次利用ミクロデータの提供（統計情報利用推進課が担当）
- 出版・広報（統計情報利用推進課が担当）
- 統計図書館に関する事務（統計情報利用推進課が担当）
- 統計センターに関する事務（総務課が担当）
- 統計研究研修所に関する事務（総務課が担当）
- 政府統計共同利用システムの整備（統計情報システム管理官が担当）

## 組織
- 総務課
- 事業所情報管理課
- 統計情報利用推進課
  - 統計図書館
- 統計情報システム管理官
- 統計調査部 
  - 調査企画課 
    - 地理情報室
    - 首席統計情報官

  - 国勢統計課
    - 労働力人口統計室

  - 経済統計課
    - 経済センサス室

  - 消費統計課 
    - 物価統計室
- 統計データ利活用センター

## 沿革
統計局の編纂した年史では、1871年（明治4年）の政表課設置（太政官正院）をもって組織の設立時点としている。「統計局」の名称は1885年（明治18年）の内閣統計局ではじめて登場するが、その後も、国勢院、内閣、企画院、総理庁、総理府、総務庁、総務省と所属が変遷してきた。
- 1868年（明治元年）：行政官に記録掛及び編輯掛を設置。
- 1870年（明治3年）2月16日：行政官記録掛及び編輯掛が太政官記録編輯掛に改組。12月、記録局と改称。
- 1871年（明治4年）6月8日[13] あるいは12月24日[4](p19)：太政官正院に政表課を設置。
- 1872年（明治5年）10月4日：政表課を政表掛に縮小して太政官正院外史地誌課所属とする[6](p6) [1](p700)。
- 1872年（明治5年）10月10日：太政官記録局が太政官正院記録課と改称。
- 1873年（明治6年）5月2日：政表課を太政官正院内史財務課の附属とする[1](p2)。
- 1874年（明治7年）2月12日：財務課を左院に移動[1]。
- 1874年（明治7年）3月9日：記録課の一部と左院財務課が太政官正院外史政表課として統合。
- 1875年（明治8年）9月27日：政表課を第五科政表掛に改組。
- 1877年（明治10年）1月18日：太政官調査局政表掛を設置。
- 1880年（明治13年）5月30日：調査局の廃止に伴い設置された会計部に統計課を設置。
- 1881年（明治14年）5月30日：太政官に統計院を設置。
- 1881年（明治14年）6月30日：統計院第九課に書籍掛を設置（後の統計図書館）[14](p490)。
- 1885年（明治18年）12月28日：統計院を廃止し、内閣に統計局を設置。翌年19年の2月15日に各省院庁に統計主任を置き、統計局との連絡に当たらせることとし、ここに統計局を中心とした政府統計組織体系が確立。
- 1893年（明治26年）11月10日：統計局を内閣書記官室に属する統計課に改組。
- 1898年（明治31年）11月1日：内閣統計課を改組し、内閣統計局を設置。
- 1909年（明治42年）5月3日：内閣統計局が東京市麻布区富士見町1番地に移転し、和田倉門内支室を閉鎖[15]。
- 1920年（大正9年）5月15日：統計局と軍需局を統合し、内閣に国勢院を設置。統計局は国勢院第一部に改組。この年の10月1日、日本で初めての近代人口センサスとなる第1回国勢調査が実施される。
- 1921年（大正10年）4月1日：臨時国勢調査局（1918年設置）を国勢院に合併[4]。
- 1922年（大正11年）11月1日：国勢院廃止に伴い、第一部を内閣の外局として統計局に改組。
- 1924年（大正13年）12月20日：統計局を内閣の機関に編入し、内閣統計局に改組。
- 1942年（昭和17年）11月1日：内閣統計局を企画院の外局である統計局に改組。
- 1943年（昭和18年）11月1日：企画院廃止に伴い、統計局を内閣統計局に改組。
- 1947年（昭和22年）5月3日：総理庁設置により、内閣統計局を総理庁統計局に改組。
- 1948年（昭和23年）8月25日：国立国会図書館法に基づき、国立国会図書館支部総理庁統計局図書館を設置（後の統計図書館）[12](年表17)。
- 1949年（昭和24年）6月1日：総理府設置により、総理庁統計局を総理府統計局に改組。
- 1984年（昭和59年）7月1日：総務庁設置に伴い、総理府統計局と行政管理庁行政管理局統計主幹を統合し、総務庁統計局を設置。この時、総理府統計局製表部は、総務庁統計センターに改組し、総理府統計研修所を統計センターの内部組織として付置。[1]
- 1991年（平成3年）10月18日：政表課創設120周年を記念して、「統計資料館」を開設。[2](p237)
- 2001年（平成13年）1月6日：中央省庁再編に伴い、旧総務庁統計局が総務省に移行し、総務省統計局発足。その際、統計図書館（統計図書資料館に改称）および総合統計書等編集・出版業務の一部を統計研修所に移管[14](p490)。
- 2005年（平成17年）8月15日：行政管理庁から引き継いできた統計基準部を廃止（政策統括官（統計基準担当）に機能移管）。
- 2006年（平成18年）4月1日：統計調査部に経済基本構造統計課を設置（経済統計課　事業所・企業統計室を廃止）。
- 2009年（平成21年）7月1日 第1回目の「経済センサス－基礎調査」を行う。
- 2012年（平成24年）2月1日 第1回目の「経済センサス－活動調査」が実施され、以後5年毎に調査が行われる。
- 2013年（平成25年）4月1日：統計図書館（統計図書資料館から改称）および総合統計書等編集・出版関連の業務を統計研修所から統計局（統計情報システム課）に移管[12](年表41)。
- 2017年（平成29年）4月1日 調査企画課の職掌から「統計技術の研究に関すること」（総務省組織令116条第3号）が削除される。これにともない、統計技術研究の機能は統計研究研修所（統計研修所から改称）に移管。[16]
- 2018年（平成30年）4月1日 統計データ利活用センターを和歌山市に開設。[17]
- 2022年（令和4年）1月11日 「統計資料館」を「統計博物館」に改称してリニューアルオープン。[18]
- 2024年（令和6年）1月25日 一般統計調査「サービス産業動向調査」（総務省統計局）と「特定サービス産業動態統計調査」（経済産業省）を統合した「サービス産業動態統計調査」が基幹統計調査として指定される。翌年1月から総務省統計局が民間企業および統計センターに委託して調査開始。[19]

## 歴代局長
| 氏名         | 就任年月               | 備考 |
| ------------ | ---------------------- | --- |
| 杉亨二       | 1871年（明治4年）12月  | 太政官正院政表課大主記 1874年（明治7年）3月から太政官正院外史政表課長 1876年（明治9年）4月から太政官第五科少史 1878年（明治10年）1月から太政官調査局権大書記官 |
| 大隈重信     | 1881年（明治14年）5月  | 太政官統計院長 |
| 鳥尾小彌太   | 1882年（明治15年）4月  | |
| 石橋重朝     | 1885年（明治18年）12月 | 1893年（明治26年）11月から内閣統計課長 |
| 本山正久     | 1895年（明治28年）6月  | |
| 花房直三郎   | 1897年（明治30年）2月  | 1898年（明治31年）11月から内閣統計局長 |
| 牛塚虎太郎   | 1916年（大正5年）4月   | 1920年（大正9年）5月から内閣国勢院第一部長 なお、同年10月に我が国初の国勢調査を実施                                                                            |
| 阿部壽準     | 1922年（大正11年）10月 | 1922年（大正11年）11月から内閣統計局長 |
| 下條康麿     | 1924年（大正13年）12月 | |
| 長谷川赳夫   | 1929年（昭和4年）7月   | |
| 平木弘       | 1937年（昭和12年）10月 | |
| 川嶋孝彦     | 1939年（昭和14年）1月  | |
| 森田優三     | 1947年（昭和22年）1月  | 1947年（昭和22年）5月から総理庁統計局長 1949年（昭和24年）6月から総理府統計局長                                                                                |
| 小田原登志郎 | 1957年（昭和32年）3月  | |
| 野田章       | 1964年（昭和39年）3月  | |
| 岡部秀一     | 1967年（昭和42年）10月 | |
| 関戸嘉明     | 1971年（昭和46年）1月  | |
| 加藤泰守     | 1972年（昭和47年）5月  | |
| 川村皓章     | 1973年（昭和48年）9月  | |
| 吉岡邦夫     | 1976年（昭和51年）10月 | |
| 島村史郎     | 1978年（昭和53年）9月  | |
| 永山貞則     | 1981年（昭和56年）6月  | |
| 時田政之     | 1983年（昭和58年）6月  | 1984年（昭和59年）７月から総務庁統計局長 |
| 北山直樹     | 1985年（昭和60年）7月  | |
| 三浦由己     | 1986年（昭和61年）7月  | |
| 百崎英       | 1988年（昭和63年）1月  | |
| 田中宏樹     | 1988年（昭和63年）7月  | |
| 井出満       | 1989年（平成元年）7月  | |
| 小山弘彦     | 1992年（平成4年）7月   | |
| 伊藤彰彦     | 1995年（平成7年）6月   | |
| 井上達夫     | 1998年（平成10年）7月  | |
| 久山慎一     | 2001年（平成13年）1月  | 総務省統計局長 |
| 大戸隆信     | 2002年（平成14年）1月  | |
| 大林千一     | 2004年（平成16年）1月  | |
| 衞藤英達     | 2005年（平成17年）8月  | |
| 川崎茂       | 2007年（平成19年）1月  | |
| 福井武弘     | 2011年（平成23年）8月  | |
| 須江雅彦     | 2012年（平成24年）9月  | |
| 井波哲尚     | 2014年（平成26年）7月  | |
| 會田雅人     | 2015年（平成27年）7月  | |
| 千野雅人     | 2017年（平成29年）7月  | |
| 佐伯修司     | 2019年（令和元年）7月  | |
| 井上卓       | 2021年（令和3年）7月   | |
| 岩佐哲也     | 2023年（令和5年）7月   | |
| 永島勝利     | 2025年（令和7年）7月   | |